# Списък на владетелите на Тюрингия
Списък на владетелите на Тюрингия

## Кралство Тюрингия
- 450–500 Бизин
- 500–530 Бадерих
- 500–530 Бертахар
- 500–531(4) Херминафрид (убит от франките)

завладяна от Франкската империя

## Франкски маркхерцози
630 Новоосноваване на тюрингско Племенно херцогство против Вендите от франкския крал Дагоберт
- 634–642 Радулф
- 642–687 Хеден I
- 687–689 Гозберт
- 689–719 Хедан II (Хеден II]]

716 франкски майердоми

## Франкски маркграфове
788 се основава Тюрингска Марка ("ducatus Thoringiae cum marchis suis") против Сорбите (Сорбенмарк) от Карл Велики:
- 849–873 Такулф (873 "comes et dux Sorabici limitis")
- 874–880 Ратолф (от франкската фамилия Бабенберги)
- 880–892 Попо ("dux Thuringorum", свален) (франкски Бабенберги)
- 892–892 Конрад (Конрадини)
- 892–908 Бурхард ("dux" и "marchio Thuringorum")

## Тюрингски маркграфoвe наМарк Майсен
- 1000–1002 Екехард I (маркграф на Мерсебург, убит в манастира Пьолде)
- 1002–1003 Вилхелм II от Ваймар Велики
- 1046–1062 Вилхелм IV от Ваймар, пфалцграф на Саксония
- 1062–1067 Ото I от Ваймар-Орламюнде

## Ландграфoвe на Тюрингия

### Винценбурги
- 1111/1112–1122 Херман I от Раделберг-Винценбург
- 1122–1130 Херман II от Винценбург (свален, † 1152)

### Лудовинги
- 1031–1056 Лудвиг Брадати (граф на Шауенбург)
- 1056–1123 Лудвиг Скачащия (граф на Шауенбург)
- 1123–1140 Лудвиг I (1. ландграф, от 1131)
- 1140–1172 Лудвиг II Железния
- 1172–1190 Лудвиг III Благочестиви
- 1190–1217 Херман I
- 1217–1227 Лудвиг IV Светия
- 1227–1241 Херман II
- 1241–1247 Хайнрих Распе IV

### Ветини
- 1247–1265 Хайнрих der Erlauchte
- 1265–1294 Албрехт der Entartete

### Дом Насау
- 1294–1298 Адолф от Насау

### Ветини
- 1298–1307 Дитрих
- 1298–1323 Фридрих I der Freidige
- 1323–1349 Фридрих II der Ernsthafte
- 1349–1381 Фридрих III der Strenge
- 1349–1382 Вилхелм I der Einäugige
- 1349–1406 Балтазар
- 1406–1440 Фридрих IV der Friedfertige
- 1440–1445 Фридрих V der Sanftmütige
- 1445–1482 Вилхелм II der Tapfere
- 1482–1485 Албрехт der Beherzte
- 1482–1486 Ернст

### Ветинска ернестинска линия
- 1486–1525 Фридрих VI der Weise
- 1525–1532 Йохан der Beständige
- 1532–1547 Йохан Фридрих I der Großmütige
- 1542–1553 Йохан Ернст
- 1554–1566 Йохан Фридрих II der Mittlere
- 1554–1572 Йохан Вилхелм